# Isanophis boonsongi
Isanophis boonsongi är en ormart som beskrevs av Taylor och Elbel 1958. Isanophis boonsongi är ensam i släktet Isanophis som ingår i familjen snokar. IUCN kategoriserar arten globalt som otillräckligt studerad. Inga underarter finns listade i Catalogue of Life.
Arten är känd från cirka 800 meter höga bergstrakter i nordöstra Thailand. Den når kanske angränsande områden av Kina, Laos och Vietnam. Habitatet utgörs av skogar. Individerna har bra simförmåga och de jagar groddjur samt fiskar. Isanophis boonsongi är med en längd mellan 75 och 150 cm en medelstor orm.